# Éliminatoires du Championnat d'Europe de football espoirs 2011 - Groupe 5
Cet article donne les résultats des matchs du groupe 5 des éliminatoires du championnat d'Europe de football espoirs 2011.

## Classement
| Rang | Équipe          | Pts | J | G | N | P | Bp | Bc | Diff |  | Résultats (▼ dom., ► ext.) |      |     |     |     |     |
| ---- | --------------- | --- | - | - | - | - | -- | -- | ---- |  | -------------------------- | ---- | --- | --- | --- | --- |
| 1    | Tchéquie        | 22  | 8 | 7 | 1 | 0 | 25 | 4  | +21  |  | Allemagne                  |      | 3-0 | 2-2 | 1-2 | 6-0 |
| 2    | Islande         | 16  | 8 | 5 | 1 | 2 | 29 | 11 | +18  |  | Irlande du Nord            | 1-1  |     | 2-6 | 1-2 | 4-0 |
| 3    | Allemagne       | 12  | 8 | 3 | 3 | 2 | 26 | 10 | +16  |  | Islande                    | 4-1  | 2-1 |     | 0-2 | 8-0 |
| 4    | Irlande du Nord | 7   | 8 | 2 | 1 | 5 | 12 | 16 | -4   |  | Tchéquie                   | 1-1  | 2-0 | 3-1 |     | 5-0 |
| 5    | Saint-Marin     | 0   | 8 | 0 | 0 | 8 | 0  | 51 | -51  |  | Saint-Marin                | 0-11 | 0-3 | 0-6 | 0-8 |     |

## Résultats et calendrier
| 9 juin 2009 | Saint-Marin | 0 – 8 | Tchéquie                                                                               | Olimpico Serravale, Serravalle |                       |
| 20:30 UTC+2 |             |       | Pekhart 19e 31e 38e · Hořava 29e · Valenta 45e · Dočkal 49e (pen.) 70e · Chramosta 88e | Arbitrage : Huw Jones          | Arbitrage : Huw Jones |
| 20:30 UTC+2 | Rapport     |       |                                                                                        | Arbitrage : Huw Jones          | Arbitrage : Huw Jones |

| 12 août 2009 | Islande | 0 – 2 | Tchéquie                   | KR-völlur, Reykjavik    |                         |
| 15:30 UTC+0  |         |       | Rabušic 58e · Čelustka 79e | Arbitrage : Euan Norris | Arbitrage : Euan Norris |
| 15:30 UTC+0  | Rapport |       |                            | Arbitrage : Euan Norris | Arbitrage : Euan Norris |

| 4 septembre 2009 | Allemagne                                                            | 6 – 0 | Saint-Marin | Tivoli, Aix-la-Chapelle      |                              |
| 18:00 UTC+2      | Naki 4e · Boateng 19e · Hummels 31e · Schieber 33e 56e · Höwedes 41e |       |             | Arbitrage : Goran Spirkoskis | Arbitrage : Goran Spirkoskis |
| 18:00 UTC+2      | Rapport                                                              |       |             | Arbitrage : Goran Spirkoskis | Arbitrage : Goran Spirkoskis |

| 4 septembre 2009 | Tchéquie               | 2 – 0 | Irlande du Nord | Strelnice, Jablonec nad Nisou |                              |
| 20:00 UTC+2      | Gecov 72e · Dočkal 83e |       |                 | Arbitrage : Thomas Vejlgaard  | Arbitrage : Thomas Vejlgaard |
| 20:00 UTC+2      | Rapport                |       |                 | Arbitrage : Thomas Vejlgaard  | Arbitrage : Thomas Vejlgaard |

| 8 septembre 2009 | Allemagne            | 1 – 2 | Tchéquie        | BRITA-Arena, Wiesbaden     |                            |
| 20:15 UTC+2      | Hummels 90+2e (pen.) |       | Rabušic 21e 70e | Arbitrage : Stuart Attwell | Arbitrage : Stuart Attwell |
| 20:15 UTC+2      | Rapport              |       |                 | Arbitrage : Stuart Attwell | Arbitrage : Stuart Attwell |

| 8 septembre 2009 | Irlande du Nord  | 2 – 6 | Islande                                                                                      | The Showgrounds (en), Coleraine |                          |
| 20:30 UTC+1      | Magennis 58e 76e |       | Vidarsson 15e (pen.) · Gunnarsson 32e · Finnbogason 42e · Gislason 44e 64e · Guðmundsson 57e | Arbitrage : Tamás Bognár        | Arbitrage : Tamás Bognár |
| 20:30 UTC+1      | Rapport          |       |                                                                                              | Arbitrage : Tamás Bognár        | Arbitrage : Tamás Bognár |

| 9 octobre 2009 | Islande                                                                                              | 8 – 0 | Saint-Marin | Laugardalsvöllur, Reykjavik |                           |
| 19:00 UTC+0    | Guðmundsson 4e 40e 86e · Eyjolfsson 24e · Gislason 25e 75e (pen.) · Ormarsson 79e · Steindorsson 89e |       |             | Arbitrage : Richard Trutz   | Arbitrage : Richard Trutz |
| 19:00 UTC+0    | Rapport                                                                                              |       |             | Arbitrage : Richard Trutz   | Arbitrage : Richard Trutz |

| 13 octobre 2009 | Islande                         | 2 – 1 | Irlande du Nord | Grindavíkurvöllur, Grindavik |                            |
| 15:00 UTC+0     | Guðmundsson 56e · Jósefsson 70e |       | Lawrie 80e      | Arbitrage : Fritz Stuchlik   | Arbitrage : Fritz Stuchlik |
| 15:00 UTC+0     | Rapport                         |       |                 | Arbitrage : Fritz Stuchlik   | Arbitrage : Fritz Stuchlik |

| 13 novembre 2009 | Saint-Marin | 0 – 6 | Islande                                                                          | Olimpico Serravale, Serravalle |                        |
| 19:30 UTC+1      |             |       | Sigthorsson 8e · Sigurðsson 15e 31e · Vidarsson 18e (pen.) · Finnbogason 60e 82e | Arbitrage : Luc Wilmes         | Arbitrage : Luc Wilmes |
| 19:30 UTC+1      | Rapport     |       |                                                                                  | Arbitrage : Luc Wilmes         | Arbitrage : Luc Wilmes |

| 13 novembre 2009 | Irlande du Nord | 1 – 1 | Allemagne         | The Oval, Belfast                     |                                       |
| 19:00 UTC+0      | Norwood 90+4e   |       | Choupo-Moting 90e | Arbitrage : Duarte Nuno Pereira Gomes | Arbitrage : Duarte Nuno Pereira Gomes |
| 19:00 UTC+0      | Rapport         |       |                   | Arbitrage : Duarte Nuno Pereira Gomes | Arbitrage : Duarte Nuno Pereira Gomes |

| 17 novembre 2009 | Irlande du Nord | 1 – 2 | Tchéquie              | The Showgrounds, Ballymena    |                               |
| 19:45 UTC+0      | Norwood 81e     |       | Zeman 36e · Kozák 37e | Arbitrage : Alexandru Deaconu | Arbitrage : Alexandru Deaconu |
| 19:45 UTC+0      | Rapport         |       |                       | Arbitrage : Alexandru Deaconu | Arbitrage : Alexandru Deaconu |

| 2 mars 2010 | Saint-Marin | 0 – 3 | Irlande du Nord              | Olimpico Serravale, Serravalle |                            |
| 20:30 UTC+1 |             |       | Norwood 24e 78e · Lawrie 38e | Arbitrage : Emir Aleckovic     | Arbitrage : Emir Aleckovic |
| 20:30 UTC+1 | Rapport     |       |                              | Arbitrage : Emir Aleckovic     | Arbitrage : Emir Aleckovic |

| 2 mars 2010 | Allemagne                  | 2 – 2 | Islande                         | Magdeburg Stadium, Magdeburg  |                               |
| 17:45 UTC+1 | Gebhart 10e · Schieber 50e |       | Sigthórsson 13e · Vidarsson 77e | Arbitrage : Geórgios Daloúkas | Arbitrage : Geórgios Daloúkas |
| 17:45 UTC+1 | Rapport                    |       |                                 | Arbitrage : Geórgios Daloúkas | Arbitrage : Geórgios Daloúkas |

| 11 août 2010 | Tchéquie                                                | 5 – 0 | Saint-Marin | Na Julisce, Prague             |                                |
| 18:00 UTC+2  | Pekhart 3e 14e 40e · Kovařík 22e · Chramosta 47e (pen.) |       |             | Arbitrage : Vital Sevastsyanik | Arbitrage : Vital Sevastsyanik |
| 18:00 UTC+2  | Rapport                                                 |       |             | Arbitrage : Vital Sevastsyanik | Arbitrage : Vital Sevastsyanik |

| 11 août 2010 | Islande                                                           | 4 – 1 | Allemagne       | Kaplakrikavöllur, Hafnarfjörður |                            |
| 18:15 UTC+2  | Bjarnason 5e · Sigurðsson 53e · Sigthórsson 54e · Finnbogason 84e |       | Grosskreutz 49e | Arbitrage : Espen Berntsen      | Arbitrage : Espen Berntsen |
| 18:15 UTC+2  | Rapport                                                           |       |                 | Arbitrage : Espen Berntsen      | Arbitrage : Espen Berntsen |

| 3 septembre 2010 | Tchéquie    | 1 – 1 | Allemagne     | Mestský, Mlada Boleslav     |                             |
| 18:30 UTC+2      | Mareček 38e |       | Kirchhoff 71e | Arbitrage : Andrea De Marco | Arbitrage : Andrea De Marco |
| 18:30 UTC+2      | Rapport     |       |               | Arbitrage : Andrea De Marco | Arbitrage : Andrea De Marco |

| 3 septembre 2010 | Irlande du Nord                                          | 4 – 0 | Saint-Marin | The Showgrounds (en), Coleraine |                                |
| 19:45 UTC+1      | Little 4e 85e (pen.) · McGivern 15e (pen.) · Grigg 90+2e |       |             | Arbitrage : Ioannis Anastasiou  | Arbitrage : Ioannis Anastasiou |
| 19:45 UTC+1      | Rapport                                                  |       |             | Arbitrage : Ioannis Anastasiou  | Arbitrage : Ioannis Anastasiou |

| 7 septembre 2010 | Allemagne                     | 3 – 0 | Irlande du Nord | Sportpark, Ingolstadt     |                           |
| 17:00 UTC+2      | Holtby 42e 60e · Herrmann 67e |       |                 | Arbitrage : Hannes Kaasik | Arbitrage : Hannes Kaasik |
| 17:00 UTC+2      | Rapport                       |       |                 | Arbitrage : Hannes Kaasik | Arbitrage : Hannes Kaasik |

| 7 septembre 2010 | Tchéquie                              | 3 – 1 | Islande         | Chance Arena, Jablonec nad Nisou |                           |
| 17:00 UTC+2      | Vácha 20e · Pekhart 65e · Kovařík 67e |       | Finnbogason 80e | Arbitrage : Hüseyin Göçek        | Arbitrage : Hüseyin Göçek |
| 17:00 UTC+2      | Rapport                               |       |                 | Arbitrage : Hüseyin Göçek        | Arbitrage : Hüseyin Göçek |

## Buteurs
| Pos | Joueur                   | Pays            | Buts |
| --- | ------------------------ | --------------- | ---- |
| 1   | Tomáš Pekhart            | Tchéquie        | 7    |
| 2   | Mats Hummels             | Allemagne       | 5    |
| 2   | Alfred Finnbogason       | Islande         | 5    |
| 2   | Jóhann Berg Guðmundsson  | Islande         | 5    |
| 5   | Oliver Norwood           | Irlande du Nord | 4    |
| 5   | Rurik Gislason           | Islande         | 4    |
| 7   | Julian Schieber          | Allemagne       | 3    |
| 7   | Kolbeinn Sigthorsson     | Islande         | 3    |
| 7   | Gylfi Sigurðsson         | Islande         | 3    |
| 7   | Bjarni Vidarsson         | Islande         | 3    |
| 7   | Bořek Dočkal             | Tchéquie        | 3    |
| 7   | Michael Rabušic          | Tchéquie        | 3    |
| 13  | Eric-Maxim Choupo-Moting | Allemagne       | 2    |
| 13  | Lewis Holtby             | Allemagne       | 2    |
| 13  | James Lawrie             | Irlande du Nord | 2    |
| 13  | Andrew Little            | Irlande du Nord | 2    |
| 13  | Joshua Magennis          | Irlande du Nord | 2    |
| 13  | Jan Chramosta            | Tchéquie        | 2    |
| 13  | Jan Kovařík              | Tchéquie        | 2    |
| 21  | Holger Badstuber         | Allemagne       | 1    |
| 21  | Philipp Bargfrede        | Allemagne       | 1    |
| 21  | Jerome Boateng           | Allemagne       | 1    |
| 21  | Timo Gebhart             | Allemagne       | 1    |
| 21  | Kevin Grosskreutz        | Allemagne       | 1    |
| 21  | Patrick Herrmann         | Allemagne       | 1    |
| 21  | Benedikt Höwedes         | Allemagne       | 1    |
| 21  | Jan Kirchhoff            | Allemagne       | 1    |
| 21  | Thomas Müller            | Allemagne       | 1    |
| 21  | Deniz Naki               | Allemagne       | 1    |
| 21  | Sidney Sam               | Allemagne       | 1    |
| 21  | André Schürrle           | Allemagne       | 1    |
| 21  | Daniel Schwaab           | Allemagne       | 1    |
| 21  | Richard Sukuta-Pasu      | Allemagne       | 1    |
| 21  | Will Grigg               | Irlande du Nord | 1    |
| 21  | Ryan McGivern            | Irlande du Nord | 1    |
| 21  | Birkir Bjarnason         | Islande         | 1    |
| 21  | Holmar Orn Eyjolfsson    | Islande         | 1    |
| 21  | Einar Gunnarsson         | Islande         | 1    |
| 21  | Jósef Kristinn Jósefsson | Islande         | 1    |
| 21  | Almarr Ormarsson         | Islande         | 1    |
| 21  | Kristinn Steindorsson    | Islande         | 1    |
| 21  | Ondrej Celustka          | Tchéquie        | 1    |
| 21  | Marcel Gecov             | Tchéquie        | 1    |
| 21  | Tomáš Hořava             | Tchéquie        | 1    |
| 21  | Libor Kozák              | Tchéquie        | 1    |
| 21  | Lukáš Mareček            | Tchéquie        | 1    |
| 21  | Lukáš Vácha              | Tchéquie        | 1    |
| 21  | Jirí Valenta             | Tchéquie        | 1    |
| 21  | Martin Zeman             | Tchéquie        | 1    |